# Felbabka

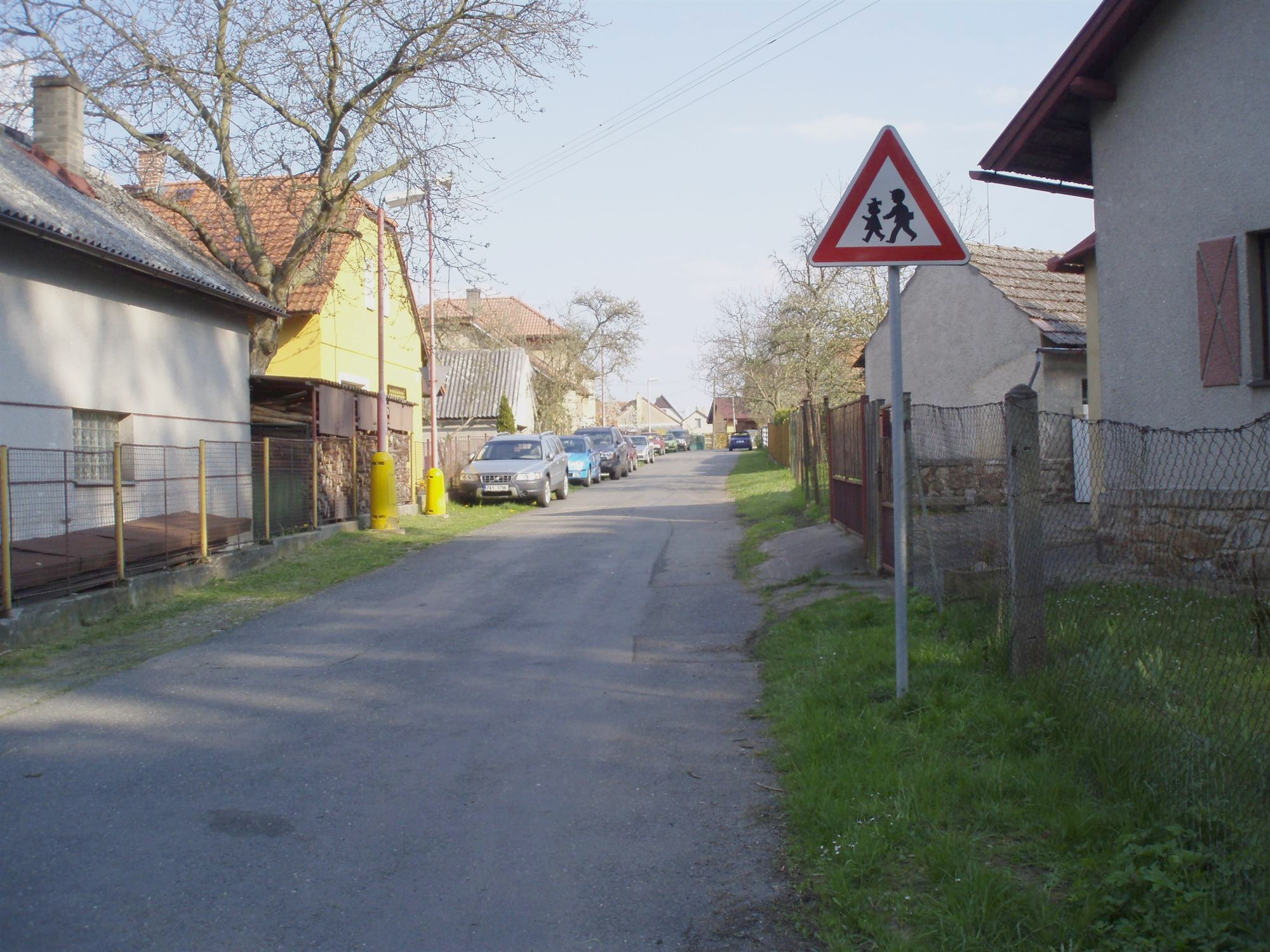
Ortsansicht

Felbabka ist eine Gemeinde in Tschechien. Sie liegt 13 Kilometer nördlich von Příbram und gehört zum Okres Beroun.

## Geographie
Felbabka befindet sich nördlich des Brdywaldes an der Grenze zum  noch bis zum 31. Dezember 2015 bestehenden Truppenübungsplatz Brdy. Das Dorf liegt am westlichen Fuße des Ostrý (538 m), auf dem sich die Reste der Burg Ostrý befinden. Östlich tritt die Litavka in einen tief eingeschnittenen Tal aus dem Brdy heraus. Jenseits des Tales erhebt sich der Plešivec (653 m).
Nachbarorte sind Rpety im Norden, Lhotka im Nordosten, Rejkovice im Osten, Jince im Südosten, Evženov und Křešín im Süden, Hrachoviště im Südwesten, Podluhy im Westen sowie Dražovka und Hořovice im Nordwesten.

## Geschichte
Die erste urkundliche Erwähnung von Felbabka erfolgte 1657. Der Ortsname leitet sich vom Landsknechtdienstgrad Feldwebel ab. Felbabka war ein bergmännische Ansiedlung, am Ostrý bestand ein Eisenerzbergwerk. Die Ansiedlung war bis 1806 zur Herrschaft Jince zugehörig und kam dann zu Hořovice. Nach der Aufhebung der Patrimonialherrschaften im Jahre 1848 wurde Felbabka ein Ortsteil von Rpety und erlangte 1954 die Selbständigkeit.
In der Umgebung des Dorfes finden sich Versteinerungen von urzeitlichem Getier.

## Sehenswürdigkeiten
- Reste der Burg Ostrý
- hölzerne Kapelle mit Madonna aus dem 17. Jahrhundert

## Söhne und Töchter der Gemeinde
- Jan Váňa (1811–1864), der ehemalige Bergmann war Direktor der Prager Eisenindustrie-Gesellschaft